# Pierre Gonyn
Pierre Gonyn est un homme politique français né le 13 juillet 1747 à Lyon (Rhône) et mort à une date inconnue.

## Biographie
Cultivateur, il est administrateur du district de Rieux, et est député de la Haute-Garonne de 1791 à 1792, siégeant dans la majorité. Il est conseiller général sous le Premier Empire.

## Sources
- « Pierre Gonyn », dans Adolphe Robert et Gaston Cougny, Dictionnaire des parlementaires français, Edgar Bourloton, 1889-1891 [détail de l’édition]